# Сокирянська балка
Сокирянська балка — ландшафтний заказник місцевого значення. Оголошений відповідно до Рішення 25 сесії Вінницької обласної ради 5 скликання від 29.07.2009 р. № 834. Розташований на схід від с. Сокиряни Гайсинського району Вінницької області, перебуває у віданні Сокирянської сільської ради. Площа 10,5 га.
Охороняється ділянка водно-болотних угідь в долині річки Удич з місцем зростання болотної (очерет, осока, рогіз) рослинності та гніздування водно-болотних птахів (качка, курочка-водяна, чирок).
За геоботанічним районуванням України (1968) територія належить до Хмільницько-Погребищенського району геоботанічного округу дубово-грабових та дубових лісів Південної гідпровінції Правобережної провінції Європейської широколистяної області.
Для цієї території характерні хвилясті лесові рівнини з фрагментами дубово-грабових лісів на опідзолеяих, реградованих та типових вилугованих і карбонатних чорноземних ґрунтах, тобто з геоморфологічної точки зору
описувана територія являє собою Південпобузьку лесову розчленовану рівнину.
В геологічному відношенні територія відноситься до фундаменту Українського кристалічного щита, що представлений ранньопротерозойськими складчастостями: гранітів та гнейсів. Осадкові відклади, що перекривають кристалічний фундамент приурочені до неогенової системи і складені сіро-зеленими місцями жовтими глинами.
Ґрунтовий покрив характеризується типовими чорноземами неглибокими і глибокими мало гумусними карбонатними і вилугуваними.
Територія заказника знаходиться в межах рівнинної атлантико-коятинеитальної області помірного кліматичного поясу. Клімат території помірно континентальний. Для нього є характерним тривале нежарке літо, і порівняно недовга, м'яка зима. Середня температура січня становить — 6° С, а липня становить і 19°С. Річна кількість опадів становить від 575 і менше мм.
Ділянка являє собою невід'ємну частину екомережі, діяльність якої спрямована на відтворення та збереження екосистем.
В заказнику на плато та його схилах переважає асоціація грабово-дубових лісів зі значною участю ясена та клена у деревостані, у трав'яному покриві домінує зірочник жорстколистний та ланцетолистий. Лісові утрупування дещо
трансформовані і не відзначаються високим флористичним різноманіттям.
На крутих схилах заказника сформувалися дубові ліси асоціацій татарськокленовозірочникових з порушеним травостоєм, в склад яких входить окремі субсередземноморські види: купина широколиста, шоломник високий тощо. На схилах обернених на північ зростають папороті - щитник чоловічий, пухирник ламкий, аспленій колосоподібний та інші.